# Lasionycta carolynae
Lasionycta carolynae es una especie de mariposa nocturna de la familia Noctuidae. Habita en las montañas Ogilvie y Richardson en Yukón.
Es diurna y vuela sobre laderas de shale. Los adultos se alimentan de Dryas octopetala y Silene acaulis en las montañas Ogilvie y una especie de Saxifraga en las montañas Richardson.
La envergadura es de 30-32 mm para los machos y 33 mm para las hembras. Los adultos vuelan desde finales de junio hasta principios de julio.